# Begyndelsen
Begyndelsen (russisk: Начало) er en sovjetisk spillefilm fra 1970 af Gleb Panfilov.

## Medvirkende
- Inna Tjurikova - Pasja Stroganova
- Leonid Kuravljov - Arkadij
- Valentina Telitjkina - Valja
- Tatjana Stepanova - Katja
- Mikhail Kononov - Pavlik